# Бредлі (Вісконсин)
Бредлі (англ. Bradley) — місто (англ. town) в США, в окрузі Лінкольн штату Вісконсин. Населення — 2382 особи (2020).

## Демографія
Згідно з переписом 2010 року, у місті мешкало 2408 осіб у 1089 домогосподарствах у складі 741 родини. Було 2164 помешкання
Расовий склад населення:
| - 98,6 % — білих - 0,3 % — корінних американців - 0,2 % — азіатів - 0,1 % — вихідців з тихоокеанських островів |

До двох чи більше рас належало 0,4 %. Частка іспаномовних становила 0,5 % від усіх жителів.
За віковим діапазоном населення розподілялося таким чином: 16,9 % — особи молодші 18 років, 59,1 % — особи у віці 18—64 років, 24,0 % — особи у віці 65 років та старші. Медіана віку мешканця становила 50,8 року. На 100 осіб жіночої статі у місті припадало 105,6 чоловіків;  на 100 жінок у віці від 18 років та старших — 104,7 чоловіків також старших 18 років.
Середній дохід на одне домашнє господарство  становив 65 555 доларів США (медіана — 54 630), а середній дохід на одну сім'ю — 76 795 доларів (медіана — 69 514). Медіана доходів становила 47 500 доларів для чоловіків та 43 750 доларів для жінок. За межею бідності перебувало 3,9 % осіб, у тому числі 0,9 % дітей у віці до 18 років та 4,7 % осіб у віці 65 років та старших.
Цивільне працевлаштоване населення становило 1032 особи. Основні галузі зайнятості: виробництво — 25,1 %, освіта, охорона здоров'я та соціальна допомога — 17,1 %, роздрібна торгівля — 11,5 %, будівництво — 8,4 %.